# Hugh Jackman
Hugh Michael Jackman (Sydney, 1968. október 12. –) Primetime Emmy-, Tony- és Golden Globe-díjas ausztrál film- és színházi színész, producer, televíziós személyiség.

## Élete
Sydney-ben született, az 5 testvér közül a legfiatalabbként. Szülei, az angol származású Chris Jackman és Grace Watson fiukat egy drága fiúiskolába, a Knox Grammar Schoolba iratták be, ahol pályafutása 1985-ben indult, a My Fair Lady című musicallel.
A következő időszakot az angliai Uppingham Schoolban töltötte.
1995-ben ismerkedett meg Deborra-Lee Furness ausztrál színésznő, rendező és filmproducerrel, akivel 1996-ban házasságot kötött. A pár között tizenhárom év korkülönbség van az asszony javára. Két gyermeket adoptáltak, ők Oscar Maximilian Jackman, született 2000. május 15-én, és Ava Eliot Jackman, született 2005. július 10-én.

## Pályafutása
Miután visszatért Melbourne-be, elvállalta Gaston szerepét a nagy sikerű Walt Disney produkcióban, a Szépség és a Szörnyetegben és Joe Gillist a Sunset Boulevard musicalben. Musicalszínészi pályafutása során 1988-ban részt vett a Mindsumma fesztivál kabaré produkciójában, a Summa Cabaret-ben, és két ausztrál tradicionális műsorban, a Melbourne-i Carols by Candlelight-ban és a  Sydney-i Carols in the Domainben.
1998 után vált ismertté neve a szakmában, így más rendezők és producerek is felkérték szerepekre, többek között a Királyi Nemzeti Színház Oklahoma c. előadásában Londonban. Ezen szerepléséért kapta meg az Olivier Award legjobb musical színészének járó díját. 1999-ben televíziós szerepléseket is elvállalt.
2000-ben Bryan Singer felkérte a népszerű Farkas szerepére az X-Men sorozatban. A filmben együtt dolgozott a szakmában méltán híres színészekkel, mint Patrick Stewart, Halle Berry, Ian McKellen, James Marsden, Famke Janssen és Anna Paquin. A sorozat következő részeit 2003-ban és 2006-ban forgatták.
2001-ben készült második sikerfilmje, a Meg Ryannel közös Kate és Leopold, amiért jelölték a Golden Globe – Legjobb színész díjára. A filmben egy Viktória-korabeli angol arisztokratát játszik, aki egy véletlen folytán átcsöppen a 21. századi New Yorkba, ahol megismerkedik Kate-tel, a cinikus reklámszöveg-íróval.
Szintén ebben az évben forgatták a Kardhal című filmet, amiben társai John Travolta és Halle Berry.
2002 és 2006 között ismét a színpadon vállalt szerepeket, többek között Billy Bigelow-t játszotta a Carouselben. 2004-ben megnyerte a Tony Award és a Drama Desk Award díjait kiemelkedő tehetségéért a Broadway, The Boy from Oz produkciójában.
2003-ban, az X-Men második részében láthattuk ismét Farkasként majd Gabriel Van Helsing, a vámpírvadász szerepében tűnik fel a mozivásznokon a Van Helsing című filmben, oldalán Kate Beckinsale és Richard Roxburgh.

## Filmográfia

### Film
| Év   | Magyar cím                            | Eredeti cím                              | Szerep                                      | Magyar hang                                      | Rendező             |
| ---- | ------------------------------------- | ---------------------------------------- | ------------------------------------------- | ------------------------------------------------ | ------------------- |
| 1999 |                                       | Erskineville Kings                       | Wace                                        |                                                  | Alan White          |
| 1999 | Ponyvarománc                          | Paperback Hero                           | Jack Willis                                 |                                                  | Anthony Bowman      |
| 2000 | X-Men – A kívülállók                  | X-Men                                    | Logan / Farkas                              | Sinkovits-Vitay András                           | Bryan Singer (1.)   |
| 2001 | A csábítás elmélete                   | Someone Like You...                      | Eddie Alden                                 | Szabó Sipos Barnabás                             | Tony Goldwyn        |
| 2001 | Kardhal                               | Swordfish                                | Stanley Jobson                              | László Zsolt                                     | Dominic Sena        |
| 2001 | Kate és Leopold                       | Kate & Leopold                           | Leopold                                     | Széles Tamás                                     | James Mangold (1.)  |
| 2003 | X-Men 2.                              | X2                                       | Logan / Farkas                              | Sinkovits-Vitay András                           | Bryan Singer (2.)   |
| 2004 | Van Helsing                           | Van Helsing                              | Gabriel Van Helsing                         | Gergely Róbert                                   | Stephen Sommers     |
| 2004 | Van Helsing – A londoni küldetés      | Van Helsing: The London Assignment       | Gabriel Van Helsing (hangja)                | Gergely Róbert                                   | Sharon Bridgeman    |
| 2005 | Eltévedt lelkek                       | Stories of Lost Souls                    | Roger                                       | Sinkovits-Vitay András                           | Deborra-Lee Furness |
| 2005 | Fantasztikus Négyes                   | Fantastic Four                           | Logan / Farkas (törölt jelenet)             |                                                  | Tim Story           |
| 2006 | X-Men: Az ellenállás vége             | X-Men – The Last Stand                   | Logan / Farkas                              | Sinkovits-Vitay András                           | Brett Ratner        |
| 2006 | Füles                                 | Scoop                                    | Peter Lyman                                 | Dányi Krisztián                                  | Woody Allen         |
| 2006 | A forrás                              | The Fountain                             | Tomás / Tommy / Tom Creo                    | Miller Zoltán                                    | Darren Aronofsky    |
| 2006 | A tökéletes trükk                     | The Prestige                             | Rupert Angier                               | Szabó Sipos Barnabás                             | Christopher Nolan   |
| 2006 | Elvitte a víz                         | Flushed Away                             | Roddy St. James (hangja)                    | Dévai Balázs                                     | David Bowers        |
| 2006 | Elvitte a víz                         | Flushed Away                             | Roddy St. James (hangja)                    | Dévai Balázs                                     | Sam Fell            |
| 2006 | Táncoló talpak                        | Happy Feet                               | Memphis (hangja)                            | Szabó Sipos Barnabás                             | George Miller       |
| 2008 | Szex telefonhívásra                   | Deception                                | Wyatt Bose                                  | Sinkovits-Vitay András                           | Marcel Langenegger  |
| 2008 | Ausztrália                            | Australia                                | Drover                                      | László Zsolt                                     | Baz Luhrmann        |
| 2008 |                                       | The Burning Season (dokumentumfilm)      | narrátor (hangja)                           |                                                  | Cathy Henkel        |
| 2009 | X-Men kezdetek: Farkas                | X-Men Origins: Wolverine                 | Logan / Farkas                              | Sinkovits-Vitay András                           | Gavin Hood          |
| 2011 | X-Men: Az elsők                       | X-Men: First Class                       | Logan / Farkas (cameo)                      | Sinkovits-Vitay András                           | Matthew Vaughn      |
| 2011 |                                       | Snow Flower and the Secret Fan           | Arthur                                      |                                                  | Wayne Wang          |
| 2011 | Vaj                                   | Butter                                   | Boyd Bolton                                 | Haás Vander Péter                                | Jim Field Smith     |
| 2011 | Vasököl                               | Real Steel                               | Charlie Kenton                              | Kőszegi Ákos                                     | Shawn Levy (1.)     |
| 2012 | Az öt legenda                         | Rise of the Guardians                    | Nyuszi (hangja)                             | László Zsolt                                     | Peter Ramsey        |
| 2012 | A nyomorultak                         | Les Misérables                           | Jean Valjean                                | eredeti hangon                                   | Tom Hooper          |
| 2013 | Movie 43: Botrányfilm                 | Movie 43                                 | Davis                                       | Gergely Róbert                                   | Peter Farrelly      |
| 2013 | Fogságban                             | Prisoners                                | Keller Dover                                | Laklóth Aladár                                   | Denis Villeneuve    |
| 2013 | Farkas                                | The Wolverine                            | Logan / Farkas                              | Sinkovits-Vitay András                           | James Mangold (2.)  |
| 2014 | X-Men: Az eljövendő múlt napjai       | X-Men: Days of Future Past               | Logan / Farkas                              | Sinkovits-Vitay András                           | Bryan Singer (3.)   |
| 2014 | Éjszaka a múzeumban – A fáraó titka   | Night at the Museum: Secret of the Tomb  | önmaga (cameo)                              | Sinkovits-Vitay András                           | Shawn Levy (2.)     |
| 2015 | Chappie                               | Chappie                                  | Vincent Moore                               | László Zsolt                                     | Neill Blomkamp      |
| 2015 | Én, Earl és a csaj, aki meg fog halni | Me and Earl and the Dying Girl           | önmaga (cameo hangja)                       | Sinkovits-Vitay András                           | Alfonso Gomez-Rejon |
| 2015 | Pán                                   | Pan                                      | Feketeszakáll                               | Széles Tamás                                     | Joe Wright          |
| 2016 | Eddie, a sas                          | Eddie the Eagle                          | Bronson Peary                               | László Zsolt                                     | Dexter Fletcher     |
| 2016 | X-Men: Apokalipszis                   | X-Men: Apocalypse                        | Logan / Farkas / X fegyver (cameo)          | Sinkovits-Vitay András                           | Bryan Singer (4.)   |
| 2017 | Logan – Farkas                        | Logan                                    | James "Logan" Howlett / Farkas / X fegyver  | Sinkovits-Vitay András                           | James Mangold (3.)  |
| 2017 | A legnagyobb showman                  | The Greatest Showman                     | P. T. Barnum                                | László Zsolt                                     | Michael Gracey      |
| 2018 | Deadpool 2.                           | Deadpool 2                               | Logan / Farkas (archív felvétel)            | Sinkovits-Vitay András                           | David Leitch        |
| 2018 | Így ne legyél elnök                   | The Front Runner                         | Gary Hart                                   | Csankó Zoltán                                    | Jason Reitman       |
| 2019 | A hiányzó láncszem                    | Missing Link                             | Sir Lionel Frost (hangja)                   | Laklóth Aladár                                   | Chris Butler        |
| 2019 | Romlott oktatás                       | Bad Education                            | Frank Tassone                               | László Zsolt                                     | Cory Finley         |
| 2020 | Az új mutánsok                        | The New Mutants                          | Logan / Farkas (archív felvétel)            | nem szólal meg                                   | Josh Boone          |
| 2021 | Free Guy                              | Free Guy                                 | maszkos játékos a sikátorban (cameo hangja) | Sarádi Zsolt                                     | Shawn Levy (3.)     |
| 2021 | Új múlt                               | Reminiscence                             | Nicolas Bannister                           | László Zsolt                                     | Lisa Joy            |
| 2022 | A fiú sorsa                           | The Son                                  | Peter Miller                                | László Zsolt                                     | Florian Zeller      |
| 2024 | Deadpool & Rozsomák                   | Deadpool & Wolverine                     | Logan / Rozsomák / Patch / Old Man Logan    | Weil Róbert Sinkovits-Vitay András (archív hang) | Shawn Levy (4.)     |
| 2025 |                                       | Song Sung Blue                           | Mike Sardina                                |                                                  | Craig Brewer        |
| 2026 |                                       | Three Bags Full: A Sheep Detective Movie | George Hardy                                |                                                  | Kyle Balda          |

### Televízió
| Év        | Magyar cím                     | Eredeti cím                    | Szerep                                | Megjegyzések                                     |
| --------- | ------------------------------ | ------------------------------ | ------------------------------------- | ------------------------------------------------ |
| 1994      |                                | Law of the Land                | Charles "Chicka" McCray               | ausztrál sorozat (1 epizód)                      |
| 1995      |                                | Correlli                       | Kevin Jones                           | - ausztrál sorozat - főszereplő (10 epizód)      |
| 1995      | Blue Heelers: Kisvárosi zsaruk | Blue Heelers                   | Brady Jackson                         | ausztrál sorozat (1 epizód)                      |
| 1996      | A fagyos folyó lovasa          | The Man from Snowy River       | Duncan Jones                          | ausztrál sorozat (5 epizód)                      |
| 1998      |                                | Halifax f.p.                   | Eric Ringer                           | ausztrál sorozat (1 epizód)                      |
| 1999      |                                | Oklahoma!                      | Curly                                 | tévéfilm                                         |
| 2001–2011 | Saturday Night Live            | Saturday Night Live            | önmaga (házigazda) / Daniel Radcliffe | 2 epizód                                         |
| 2003      | 57. Tony-gála                  | 57th Tony Awards               | önmaga (házigazda)                    | különkiadás                                      |
| 2004      | 58. Tony-gála                  | 58th Tony Awards               | önmaga (házigazda)                    | különkiadás                                      |
| 2005      | 59. Tony-gála                  | 59th Tony Awards               | önmaga (házigazda)                    | különkiadás                                      |
| 2007      |                                | Viva Laughlin                  | Nicky Fontana                         | - próbaepizód - vezető producer                  |
| 2009      | 81. Oscar-gála                 | 81st Academy Awards            | önmaga (házigazda)                    | különkiadás                                      |
| 2010      | Szezám utca                    | Sesame Street                  | önmaga                                | 1 epizód                                         |
| 2011–2014 |                                | WWE RAW                        | önmaga (házigazda)                    | 2 epizód                                         |
| 2013      | Csúcsmodellek                  | Top Gear                       | önmaga                                | 1 epizód                                         |
| 2013      |                                | Christmas in Washington        | önmaga (házigazda)                    |                                                  |
| 2014      | 68. Tony-gála                  | 68th Tony Awards               | önmaga (házigazda)                    | különkiadás                                      |
| 2020      |                                | Home Movie: The Princess Bride | Humperdinck herceg                    | 1 epizód                                         |
| 2021      | Hormonokkal túlfűtve           | Big Mouth                      | önmaga (hangja)                       | 1 epizód                                         |
| 2022–2023 | Emberi erőforrások             | Human Resources                | Dante (hangja)                        | - mellékszereplő - magyar hangja: - László Zsolt |

### Színházi szerepek
- The Boy from Oz             (2003-2004 Broadway) (2006 Sydney) musical, színész
- Carousel                    (2002)koncert
- Oklahoma!                   (1998–1999) színész
- Beauty & the Beast musical  (1995)színész
- Sunset Boulevard musical    (1995–1996) Joe Gillis, színész

## Fontosabb díjak és jelölések
| Év   | Díj                     | Kategória                                                          | Jelölt mű              | Eredmény | Megjegyzés                                                   |
| ---- | ----------------------- | ------------------------------------------------------------------ | ---------------------- | -------- | ------------------------------------------------------------ |
| 2001 | Szaturnusz-díj          | legjobb férfi főszereplő                                           | X-Men – A kívülállók   | Elnyerte |                                                              |
| 2001 | MTV Movie Awards        | legjobb csapat                                                     | X-Men – A kívülállók   | Jelölve  | Halle Berryvel, James Marsdennel és Anna Paquinnal megosztva |
| 2001 | MTV Movie Awards        | legjobb feltörekvő színész                                         | X-Men – A kívülállók   | Jelölve  |                                                              |
| 2002 | Golden Globe-díj        | legjobb férfi főszereplő – zenés film vagy vígjáték                | Kate és Leopold        | Jelölve  |                                                              |
| 2004 | MTV Movie Awards        | legjobb küzdelmi jelenet                                           | X-Men 2.               | Jelölve  | Kelly Huval megosztva                                        |
| 2004 | Tony-díj                | legjobb musicalszínész                                             | The Boy from Oz        | Elnyerte |                                                              |
| 2005 | Primetime Emmy-díj      | kiemelkedő egyéni alakítás varieté- vagy zenés műsorban            | 58. Tony-díjátadó      | Jelölve  |                                                              |
| 2006 | Primetime Emmy-díj      | kiemelkedő egyéni alakítás varieté- vagy zenés műsorban            | 59. Tony-díjátadó      | Jelölve  |                                                              |
| 2007 | Szaturnusz-díj          | legjobb férfi főszereplő                                           | A forrás               | Jelölve  |                                                              |
| 2009 | Primetime Emmy-díj      | kiemelkedő speciális osztályú műsor                                | 81. Oscar-gála         | Jelölve  |                                                              |
| 2010 | MTV Movie Awards        | legjobb küzdelmi jelenet                                           | X-Men kezdetek: Farkas | Jelölve  | Liev Schreiberrel és Ryan Reynoldsszal megosztva             |
| 2012 | Tony-díj                | Special Tony Award                                                 | –                      | Elnyerte | különdíj                                                     |
| 2013 | Oscar-díj               | legjobb férfi főszereplő                                           | A nyomorultak          | Jelölve  |                                                              |
| 2013 | BAFTA-díj               | legjobb férfi főszereplő                                           | A nyomorultak          | Jelölve  |                                                              |
| 2013 | Golden Globe-díj        | legjobb férfi főszereplő – zenés film vagy vígjáték                | A nyomorultak          | Elnyerte |                                                              |
| 2013 | Szaturnusz-díj          | legjobb férfi főszereplő                                           | A nyomorultak          | Jelölve  |                                                              |
| 2013 | Screen Actors Guild-díj | Legjobb szereplőgárda (mozifilm)                                   | A nyomorultak          | Jelölve  | a film többi szereplőjével megosztva                         |
| 2013 | Screen Actors Guild-díj | legjobb férfi főszereplő                                           | A nyomorultak          | Jelölve  |                                                              |
| 2015 | Primetime Emmy-díj      | kiemelkedő speciális osztályú műsor                                | 68. Tony-díjátadó      | Jelölve  |                                                              |
| 2017 | Golden Globe-díj        | legjobb férfi főszereplő – zenés film vagy vígjáték                | A legnagyobb showman   | Jelölve  |                                                              |
| 2017 | MTV Movie Awards        | legjobb színész                                                    | Logan – Farkas         | Jelölve  |                                                              |
| 2017 | MTV Movie Awards        | legjobb csapat                                                     | Logan – Farkas         | Elnyerte | Dafne Keennel megosztva                                      |
| 2017 | Szaturnusz-díj          | legjobb férfi főszereplő                                           | Logan – Farkas         | Jelölve  |                                                              |
| 2020 | Primtime Emmy-díj       | legjobb férfi főszereplőnek (televíziós minisorozat vagy tévéfilm) | Romlott oktatás        | Jelölve  |                                                              |
| 2023 | Golden Globe-díj        | legjobb férfi főszereplő – filmdráma                               | A fiú sorsa            | Jelölve  |                                                              |
| 2025 | Szaturnusz-díj          | legjobb férfi mellékszereplő                                       | Deadpool & Rozsomák    | Elnyerte |                                                              |